# پیتر هاویت
پیتر هاویت (انگلیسی: Peter Howitt؛ زادهٔ ۵ مهٔ ۱۹۵۷) هنرپیشه و کارگردان اهل بریتانیا است. وی از سال ۱۹۸۲ میلادی تاکنون مشغول فعالیت بوده‌است.

## بخشی از فیلم‌شناسی
- ضد انحصار (۲۰۰۱)
- جانی اینگلیش (۲۰۰۳)
- قوانین جذابیت (۲۰۰۴)
- شک منطقی (۲۰۱۴)